# Ovila Bergeron
Ovila Bergeron (17 février 1903 à Warwick au Québec - 3 décembre 1985 à Magog au Québec) est un homme politique québécois.

## Biographie
Ovila Bergeron est élu député de la circonscription de Stanstead en 1944 sous la bannière du Bloc populaire canadien. En 1945, il devient whip de son parti à l'Assemblée nationale du Québec et le reste jusqu'en 1948. Il ne se représente pas lors des élections de 1948.